# Stammliste der Liudolfinger
Die ist eine detaillierte Stammliste der Liudolfinger, für den Hauptartikel siehe Liudolfinger

## Stammliste

### Die Liudolfinger bis Heinrich I.
1. ? Liudolf[1], † 11. März 866, gründet 852 in Brunshausen die spätere Abtei Gandersheim, begraben in Brunshausen; ⚭ Oda, * 805/806, † 17. Mai 913, 107 Jahre alt, Tochter des ansonsten unbekannten princeps Billung und der Aeda, begraben in der Stiftskirche Gandersheim
  1. Brun, X 2. Februar 880 gegen die Normannen, 877 Graf – gilt als Stammvater der Brunonen
  2. Otto der Erlauchte, 877 bezeugt, † 30. November 912, 888 Graf im Südthüringgau, Graf im Eichsfeld, 908 Laienabt von Hersfeld, begraben in der Stiftskirche Gandersheim; ⚭ Hadwig (Hathui), † 24. Dezember 903, Tochter des Heinrich dux Austrasiorum (fränkische Babenberger)
    1. Thankmar, 907 bezeugt, † vor 30. November 912
    2. Liudolf, 907 bezeugt, † vor 30. November 912
      1.         1.           1. Ekkehard, X 25. September 936 – vermutliche Nachkommen siehe Ekkehardiner

    3. Heinrich I., * wohl 876, † 2. Juli 936 in Memleben, deutscher König Fritzlar 6. Mai 919, begraben in der Stiftskirche Quedlinburg; ⚭ I 906, getrennt 909, Hatheburg, Tochter von Erwin (senior), Witwe von NN; ⚭ II 909 in Wallhausen Mathilde, Laienäbtissin von Nivelles, * wohl 896, † 14. März 968 in Quedlinburg, Tochter des Grafen Dietrich (Theoderich) (Immedinger) und der Reginlind, begraben in der Stiftskirche Quedlinburg – Nachkommen siehe unten
    4. Oda, † nach 952, wohl 2. Juli; ⚭ I 27. März/13. Juni 897 Zwentibold, 895 König von Lotharingien, X 13. August 900 (Karolinger), ⚭ II 900 Graf Gerhard, X 22. Juni 910 (Matfriede)
    5. Liutgard (Dodica), † 21. Januar 923, 919/923 Äbtissin von Gandersheim
    6. Irminburg, † vor 936; ⚭ Graf Siegfried, † 3. Dezember 936/941, Bruder des Markgrafen Gero
    7. Tochter, außerehelich, 932 bezeugt, ⚭ Wido aus Thüringen[2]

  3. Thankmar, wohl 877/879 Abt von Corvey
  4. Liutgard, 877 bezeugt,† 17. oder 30. November 885, begraben in Aschaffenburg; ⚭ vor 29. November 874 Ludwig III. der Jüngere, König der Ostfranken, † 20. Januar 882 (Karolinger)
  5. Enda ⚭ NN
  6. Hathumod, * 840, † 29. November 874, 852 Äbtissin von Gandersheim, begraben in Brunshausen
  7. Gerberga, † 5. September 896/897, 874 Äbtissin von Gandersheim
  8. Christina, † 1. April wohl 919/920, 896–897 Äbtissin von Gandersheim, begraben in der Stiftskirche Gandersheim
  9. 1 Tochter und 2 oder 3 Söhne, † klein

### Von Heinrich I. bis Heinrich II.
1. Heinrich I., * wohl 876, † 2. Juli 936 in Memleben, deutscher König Fritzlar 6. Mai 919, begraben in der Stiftskirche Quedlinburg; ⚭ I 906, getrennt 909, Hatheburg, Tochter von Erwin senior, Witwe von NN; ⚭ II 909 in Wallhausen Mathilde, Laienäbtissin von Nivelles, * wohl 896, † 14. März 968 in Quedlinburg, Tochter des Grafen Dietrich (Theoderich) (Immedinger) und der Reginlind, begraben in der Stiftskirche Quedlinburg – Vorfahren siehe oben
  1. (I) Thankmar, X 28. Juli 938 auf der Eresburg
  2. (II) Otto I. der Große, * 23. November 912, † 7. Mai 973 in Memleben, 930 Mitkönig, 7. August 936 deutscher König, Rom 2. Februar 962 Kaiser, begraben im Magdeburger Dom; 
⚭ I September 929 Editha (Edgitha), † 26. Januar 946, Tochter des angelsächsischen Königs Eduard des Älteren (Edward the Elder), begraben im Magdeburger Dom (Haus Wessex); 
⚭ II Oktober/November 951 in Pavia Adelheid von Burgund, † 16. Dezember 999 im Kloster Seltz im Elsass), Tochter des Rudolf II., König von Burgund (Welfen), Witwe von Lothar II., 931 Mitkönig von Italien (Bosoniden, begraben im Kloster Seltz
    1. Wilhelm, unehelich, die Mutter war eine vornehme Slawin, * 929, † 2. März 968 in Rottleberode, 954 Elekt und Erzbischof von Mainz, begraben in Sankt Alban vor Mainz
    2. (I) Liudolf, * 930, † 6. September 957 in Pombia, Graf, 950–954 Herzog von Schwaben, abgesetzt, bestattet in Sankt Alban vor Mainz; ⚭ Ende 947/Anfang 948 Ida von Schwaben, † 17. Mai 986, Tochter des Hermann I., Herzogs von Schwaben und der Regelinda (Konradiner)
      1. Mathilde, * 949, † 6. November 1011, um 965 Äbtissin von Essen, begraben in Rellinghausen
      2. Otto I. von Schwaben, * 954, † 31. Oktober 982 in Lucca, Herzog von Schwaben 973–982, Herzog von Bayern 976–982, begraben in Sankt Peter und Alexander in Aschaffenburg
      3.  ? Richlind[3], ⚭ Konrad (von Öhningen), Herzog von Schwaben, † 20. August 997, Konradiner

    3. (I) Liutgard, * wohl 931, † 18. November 953, begraben in Sankt Alban vor Mainz; ⚭ um 947 Konrad der Rote, X 10. August 955 auf dem Lechfeld, 942/945 Graf in Franken, 944–945 Herzog von Lothringen (Salier)
    4. (II) Heinrich, * Ende 952/Anfang 953, † 7. April wohl 954
    5. (II) Brun, * Ende 953/Anfang 954, † 8. September 957
    6. (II) Mathilde, * Anfang 955, † 7. Februar 999, 966–999 Äbtissin von Quedlinburg, begraben in der dortigen Stiftskirche
    7. (II) Otto II., * 955, † 7. Dezember 983 in Rom, Aachen 26. Mai 961 Mitkönig, 25. Dezember 967 Mitkaiser, folgt 973, begraben im Petersdom (San Pietro) in Rom; 
⚭ 14. April 972 Theophanu, † 15. Juni 991 in Nimwegen, Verwandte (neptis) des basileus Johannes Tzimiskes, 984–991 Regentin des Reiches, Laienäbtissin von Nivelles, begraben in Sankt Pantaleon in Köln
      1. Adelheid, * 977, † 1045, Äbtissin in Quedlinburg 999 und in Gandersheim ab 1039
      2. Sophia, * Oktober 975, † 27./31. Januar 1039, 989 Canonica, 1001 Electa und 1002 Äbtissin von Gandersheim, um 1012 auch Äbtissin von Essen
      3. Mathilde, * Sommer 978, † 4. Dezember 1025 in Echtz, begraben in der Abtei Brauweiler; ⚭ vor 15. Juni 991 Ezzo (Erenfried), Graf im Auelgau und Bonngau, 1020 Pfalzgraf von Lothringen, † 21. Mai 1034 in Saalfeld (Ezzonen)
      4. Tochter, † 990 vor dem 8. Oktober
      5. Otto III., * Ende Juni/Anfang Juli 980, † 23./24. Januar 1002 auf Castel Paterno, Aachen 25. Dezember 983 Mitkönig (der Tod seines Vaters in Rom 18 Tage zuvor war in Aachen noch nicht bekannt), September 994 erwachsen, Rom 21. Mai 996 Kaiser, begraben im Münster zu Aachen;

  3. (II) Gerberga, * 913/914 in Nordhausen, † 5. Mai nach 968; 
⚭ I 928/929 Giselbert, 916 Graf, 928 Herzog von Lothringen, † Oktober 929, ertrunken im Rhein (Reginare); 
⚭ II Ende 939 Ludwig IV., 936 König der Westfranken, † 10. September 954 in Reims, begraben in Saint-Remi in Reims (Karolinger)
  4. (II) Heinrich I., * zwischen Dezember 919 und 22. April 922, † 1. November 955 in Regensburg, wohl 940 Herzog von Lothringen, 947–955 Herzog von Bayern, begraben im Niedermünster in Regensburg; 
⚭ um 937/940 Judith von Bayern, † 29. Juli wohl nach 974, Tochter des Herzogs Arnulf I. von Bayern (Luitpoldinger), ging 974 nach Niedermünster in Regensburg
    1. Gerberga, * wohl 940, † 13./14. November 1001, 949 bzw. wohl 956 Äbtissin von Gandersheim
    2. Hadwig, † 28. August 994; ⚭ Burchard III. Herzog von Schwaben 954–973, † 12. November 973, begraben auf der Insel Reichenau (Burchardinger)
    3. Heinrich II. der Zänker, * 951, † 28. August 995 in Gandersheim, 955–976 und 985–995 Herzog von Bayern, 989–995 Herzog von Kärnten, begraben in der Stiftskirche Gandersheim; ⚭ vor 972 Gisela von Burgund, † 21. Juli 1007, Tochter des Konrad III. des Friedfertigen, König von Burgund (Welfen)
      1. Heinrich (IV.) II. der Heilige, * 6. Mai wohl 973, † 13. Juli 1024 in der Pfalz Grona, Herzog von Bayern 995–1004 und 1009–1017, Mainz 7. Juni 1002 Wahl zum deutschen König, Aachen 8. September 1002 Krönung, Rom 14. Februar 1014 Kaiser, begraben im Bamberger Dom, 1146 heiliggesprochen; 
⚭ Frühsommer 1000 Kunigunde von Luxemburg, † 3. März 1033 in Bamberg, Tochter des Grafen Siegfried I. (Wigeriche), gründet 1017 das Stift Kaufungen, begraben im Bamberger Dom
      2. Brun, † 24. April 1029 in Regensburg, wohl Domherr in Hildesheim, 1005–1006 Reichskanzler, 1006–1029 Bischof von Augsburg, 1020 Stifter von Sankt Moritz in Augsburg, 1026 Vormund von König Heinrich III., begraben in Sankt Moritz in Augsburg
      3. Gisela, * wohl 985, † 7. Mai 1065 in Passau, begraben im Kloster Niedernburg in Passau, 
⚭ 996 Stephan I. der Heilige, 997 Großfürst und 1000 König von Ungarn, † 15. August 1038 (Arpaden)
      4. Brigida, Nonne in Sankt Paul in Regensburg, Äbtissin von Andlau
      5. Arnold, † 17. November 1018/1019, 1013 Erzbischof von Ravenna
      6.  ? Gerberga, Äbtissin von Frauenchiemsee[4]

    4. Brun, wohl am 22. Juli 976 bezeugt

  5. (II) Hadwig, * wohl 922, † 1. September wohl nach 958; ⚭ 9. Mai/14. September 937 Hugo der Große, 936 dux Francorum, Regent von Frankreich, † 16. Juni 956 auf der Burg Dourdan, begraben in der Basilika Saint-Denis (Kapetinger)
  6. (II) Brun, * Mai 925, † 11. Oktober 965 in Reims, 940–953 königlicher Kanzler, 948–950 Abt von Lorsch, 951–965 Erzkaplan, 953–965 Erzbischof von Köln, 954 Erzherzog (archidux) in Lothringen, gründet St. Pantaleon (Köln), dort auch bestattet

### Allgemein
- Gerd Althoff: Die Thronbewerber von 1002 und ihre Verwandtschaft mit den Ottonen, in: Zeitschrift für die Geschichte des Oberrheins, 137 (NF 98), 1989, S. 453–459.
- Matthias Becher: Rex, Dux und Gens. Untersuchungen zur Entstehung des sächsischen Herzogtums im 9. und 10. Jahrhundert. Husum 1996 (Historische Studien Band 444)
- Winfried Glocker: Die Verwandten der Ottonen und ihre Bedeutung in der Politik. Studien zur Familienpolitik und zur Genealogie des sächsischen Kaiserhauses. Köln/Wien 1989 (Dissertationen zur mittelalterlichen Geschichte 5)
- Eduard Hlawitschka: Untersuchungen zu den Thronwechseln der ersten Hälfte des 11. Jahrhunderts und zur Adelsgeschichte Süddeutschlands, Sigmaringen 1987 (Vorträge und Forschungen, Sonderband 35)
- Eduard Hlawitschka: Zur Herkunft der Liudolfinger und zu einigen Corveyer Geschichtsquellen, in: Rheinische Vierteljahresblätter 38, 1974, S. 92–165.
- Detlev Schwennicke: Europäische Stammtafeln Neue Folge Band 1.1, 2. Auflage 2005, Tafel 10
- Reinhard Wenskus: Sächsischer Stammesadel und fränkischer Reichsadel. Göttingen 1976 (Abhandlungen der Akademie der Wissenschaften in Göttingen, phil.-hist. Kl. 3. Folge Nr. 93)
- Günther Wolf: Die Kinder Heinrichs I. und Mathildes und die Bedeutung ihrer Verlobungen und Heiraten, in: Archiv für Diplomatik, Köln-Wien 1990, S. 45–60.

### Zu Einzeldaten
- Irmgard Dietrich: Das Haus der Konradiner. Untersuchungen zur Verfassungsgeschichte der späten Karolingerzeit, Diss. phil. Marburg 1952, S. 95, 179
- Johann Geier: Die Traditionen, Urkunden und Urbare des Klosters St. Paul in Regensburg (Quellen und Forschungen zur Bayerischen Geschichte NF XXXIV), München 1986, S. 16f
- Ernst Gierlich: Die Grabstätten der rheinischen Bischöfe vor 1200, Mainz 1990, S. 166f
- Hans Goetting: Die Anfänge des Reichsstifts Gandesheim, in: Braunschweigisches Jahrbuch 31, 1950, S. 5–52.
- Hans Goetting (Bearb.): Das Bistum Hildesheim. 1. Das reichsunmittelbare Stift Gandersheim (Germania Sacra NF 1.7), Berlin-New York 1973, S. 288–298.
- Hans Goetting (Bearb.): Das Bistum Hildesheim. 3. Die Hildesheimer Bischöfe von 815 bis 1221 (1227) (Germania Sacra NF 20), Berlin-New York 1984, S. 84–115.
- Eduard Hlawitschka: Merkst Du nicht, dass Dir das vierte Rad am Wagen fehlt. Zur Thron kandidatur Ekkehards von Meissen nach Thietmar nach Chronicon c. 52, in: Geschichtsschreibung und geistiges Leben, Festschrift für Heinz Löwe zum 65. Geburtstag, Köln-Wien 1978, S. 281–311.
- Eduard Hlawitschka: Die Ottonen-Einträge der Lausanner Annalen, in: Romana Renascens Beiträge zur Spätantike und Rezeptionsgeschichte, Ilona Opelt von ihren Freunden und Schülern zum 9. Juli 1988 in Verehrung gewidmet, hersg. Von Michael Wiseman, Frankfurt am Main-Bern-New York-Paris 1988, S. 125–139.
- Jean-Jacques Hoebanx: L’Abbaye de Nivelles des Origines au XIVe siècle, in: Mémoires de l’académie Royale de Belgique Classe des lettres et des sciences morales et politiques, deuxième série XLVI, Brüssel 1952, Anmerkung 3
- Wilhelm Kohl: Die Gründer des Klosters Liesborn, in: An Ems und Lippe, Heimatkalender für den Kreis Warendorf 1981, S. 76–80.
- Christian Lübke: Regesten und Urkunden zur Geschichte der Slawen an Elbe und Oder, II Regesten, Berlin 1985Nr. 4, 45
- Friedrich Wilhelm Oediger (Bearb.): Die Regesten der Erzbischöfe von Köln im Mittelalter I (313-1099) (Publikationen der Gesellschaft für Rheinische Geschichtskunde 21), Bonn 1954–1961, Nr. 722
- Konrad Ribbeck: Ein Essener Necrologius aus dem 13. und 14. Jahrhundert, in: Beiträge zur Geschichte von Stadt und Land Essen, 20. Heft, Essen 1900, S. 31–135.